# Université de Homs
L'université de Homs (en arabe : جامعة حمص Jāmiʻat Ḥimṣ) est une université publique syrienne située a Homs et membre de l'Union des universités de la Méditerranée.